# 대중인민연합
대중국민연합(폴란드어: Związek Ludowo-Narodowy 즈위아제크 루도보 나로도비[*])은 폴란드 제2공화국 시절 존재한 정당으로, 1919년 창당하여 1928년까지 존재하였다. 1926년에 5월 쿠데타가 일어나자, 사나치아 정권에 의해 힘을 잃었다. 1928년에 국민당을 창당함으로써 해산하였다.